# Juan Silveira dos Santos
Juan Silveira dos Santos (Rio de Janeiro, 1. veljače 1979.), popularno poznat kao "Juan", je brazilski umirovljeni nogometaš. Igrao je devet godina za brazilsku nogometnu reprezentaciju na poziciji centralnog braniča.

## Klupska karijera

### Roma
Juan je u Romu došao 21. lipnja 2007. godine za honorar od 6.3 milijuna Eura. Prije nego što je potpisao za Romu pet godina igrao je za ugledni njemački nogometni klub Bayer Leverkusen, a prije njega za brazilski nogometni klub Flamengo.

### Sezona 2007./2008.
Juanova prva sezona u Romi odmah je počela s pravim izazovom. Budući da je prvotni razlog njegova dolaska u klub bila zamjena za rumunjskog braniča Cristiana Chivua, koji je baš tog ljeta otišao u Inter, mnoge pristaše Rome smatrale su da Juan neće tako dobro igrati kao što je igrao rumunjski kapetan. Međutim, već od samih početaka Juan je počeo ugodno iznenađivati svoje nove navijače s nizom vrlo uspješno odigranih utakmica. Uskoro su svi shvatili da njihov novi branič ne vrijedi ništa manje od prethodnika, a Juan je već u prvom dijelu sezone postao vođa Romine obrane u sezoni 2007./08.
Juanov start u Romi bio je zbilja odličan. Bezgrešna igra kulminirala je spektakularnim golom koji je postigao već u trećem susretu kojim je zatvorio usta i onim najvećim skepticima o tome radi li se zaista o odličnom igraču. U toj trećoj utakmici sezone 2007./08. Roma je otputovala na noge Reggini u kojoj je Juan zabio prvi gol zadivljujućim volejem nakon Tottijevog dodavanja. Radi se o tipičnom brazilskom golu prilikom čijeg je postizanja potrebno poznavanje prave nogometne tehnike. Većina napadača, a kamoli braniča, nikad se ne bi usudila uputiti tako riskantan udarac (najvećim dijelom zbog bojazni od blamaže). Unatoč tome, Juan se usudio i zabio gol, a Roma je na kraju slavila 2-0.
Juanova prva sezona u Romi bila je vrlo uspješna. Nitko ga više nije osporavao, a Roma se u toj sezoni čak i borila za naslov prvaka Italije do posljednje utakmice. Zapravo, tijekom utakmica posljednjeg kola Roma je prvih 60 minuta bila prvak Italije, ali je na kraju ipak završila na drugom mjestu budući je Inter pobijedio u svojoj utakmici i na taj način osvojio naslov. Roma je, s druge strane, ipak osvojila talijanski kup što se donekle može smatrati utjehom. Jedina negativna strana te prve sezone za Juana bile su ozljede zbog kojih je propustio niz utakmica. 

### Sezona 2008./2009.
29. svibnja 2009. godine A.S. Roma je obznanila da je Juan potpisao ugovor za naredne četiri godine u klubu uz plaću od 4.5 milijuna eura za prve tri sezone, a 4.6 milijuna eura za posljednju sezonu.

## Međunarodna karijera
Osim za talijanski klub, Juan nastupa i za brazilsku nogometnu reprezentaciju s kojom je osvojio Copa America 2004. i 2007. godine. Smatra ga se jednim od najkonzistentnijih brazilskih reprezentativaca s vrlo dobrim prosječnim ocjenama po utakmicama. Juan je također bio u sastavu brazilske reprezentacije na Fifinom Kupu Konfederacija 2009. godine. U osmini finala svjetskog nogometnog prvenstva u Južnoj Africi protiv Čilea zabio je prvi gol u utakmici koju je Brazil na kraju dobio s 3-0.

## Statistika
| Klub              | Sezona            | Liga    | Liga   | Kup     | Kup    | Continental | Continental | Ukupno  | Ukupno |
| Klub              | Sezona            | Nastupi | Golovi | Nastupi | Golovi | Nastupi     | Golovi      | Nastupi | Golovi |
| ----------------- | ----------------- | ------- | ------ | ------- | ------ | ----------- | ----------- | ------- | ------ |
| Flamengo          | 1996              | 11      | 0      | 0       | 0      | 0           | 0           | 11      | 0      |
| Flamengo          | 1997              | 14      | 2      | 4       | 1      | 2           | 0           | 20      | 3      |
| Flamengo          | 1998              | 10      | 0      | 1       | 0      | 5           | 0           | 16      | 0      |
| Flamengo          | 1999              | 7       | 0      | 0       | 0      | 7           | 1           | 14      | 2      |
| Flamengo          | 2000              | 15      | 2      | 7       | 0      | 4           | 2           | 26      | 3      |
| Flamengo          | 2001              | 18      | 1      | 6       | 1      | 9           | 5           | 33      | 7      |
| Flamengo          | 2002              | 0       | 0      | 0       | 0      | 3           | 0           | 3       | 0      |
| Flamengo          | Ukupno            | 75      | 5      | 18      | 2      | 20          | 8           | 113     | 15     |
| Bayer Leverkusen  | 2002–03           | 24      | 2      | 2       | 0      | 3           | 2           | 29      | 4      |
| Bayer Leverkusen  | 2003–04           | 30      | 2      | 1       | 0      | 0           | 0           | 31      | 2      |
| Bayer Leverkusen  | 2004–05           | 27      | 1      | 3       | 0      | 9           | 2           | 39      | 3      |
| Bayer Leverkusen  | 2005–06           | 30      | 3      | 1       | 0      | 1           | 0           | 32      | 3      |
| Bayer Leverkusen  | 2006–07           | 28      | 2      | 1       | 1      | 10          | 1           | 39      | 3      |
| Bayer Leverkusen  | Ukupno            | 139     | 10     | 8       | 1      | 23          | 5           | 170     | 16     |
| AS Roma           | 2007–08           | 22      | 2      | 1       | 0      | 8           | 1           | 31      | 3      |
| AS Roma           | 2008–09           | 21      | 2      | 1       | 0      | 4           | 1           | 26      | 2      |
| AS Roma           | 2009–10           | 29      | 0      | 2       | 0      | 5           | 0           | 35      | 0      |
| AS Roma           | Ukupno            | 72      | 4      | 4       | 0      | 16          | 2           | 92      | 6      |
| Ukupno u karijeri | Ukupno u karijeri | 286     | 19     | 30      | 3      | 59          | 15          | 375     | 37     |

## Vanjske poveznice
- Profil na Transfermarktu
- Profil na Soccerwayu